# Nigel Burton
Nigel Burton (Sacramento, Kalifornia, 1976. július 30. –) a CW Sports kommentátora, 2010 és 2014 között a Portland State Vikings amerikaifutball-csapatának vezetőedzője.
Házas, két gyermeke van.

## Pályafutása

### Játékosként
A Jesuit High Schoolban érettségizett. 1995-ben a University of the Pacific hallgatója lett, de az amerikaifutball-csapat megszűnésekor átiratkozott a Washingtoni Egyetemre, ahol 1999-ben szerezte alapszakos diplomáját. A Pacific-10 Conference-től háromszor nyerte el az All-America elismerést. Mesterdiplomáját a Dél-floridai Egyetemen szerezte.

### Edzőként
2000-ben a South Florida Bulls, 2008-ban pedig a Nevada Wolf Pack védőkoordinátora lett. 2001–2002-ben a Portland State Vikings, 2003 és 2007 között pedig az Oregon State Beavers munkatársa volt.
2009-ben a Portland State Vikings vezetőedzőjévé nevezték ki; 2014-ben 21–36-os eredménye miatt kirúgták.
2015-től a Pac-12 Networks sportelemzője.

## Eredményei vezetőedzőként
| Szezon                                      | Eredmény                                    | Eredmény                                    | Helyezés                                    |
| Szezon                                      | Összesen                                    | Konferencia                                 | Helyezés                                    |
| Portland State Vikings (Big Sky Conference) | Portland State Vikings (Big Sky Conference) | Portland State Vikings (Big Sky Conference) | Portland State Vikings (Big Sky Conference) |
| ------------------------------------------- | ------------------------------------------- | ------------------------------------------- | ------------------------------------------- |
| 2010                                        | 2–9                                         | 1–7                                         | 8.                                          |
| 2011                                        | 7–4                                         | 5–3                                         | T–3.                                        |
| 2012                                        | 3–8                                         | 2–6                                         | T–11.                                       |
| 2013                                        | 6–6                                         | 3–5                                         | 9.                                          |
| 2014                                        | 3–9                                         | 2–6                                         | T–10.                                       |
| Összesen:                                   | 21–36                                       | 12–27                                       | –                                           |

## Fordítás
- Ez a szócikk részben vagy egészben  a   Nigel Burton című angol Wikipédia-szócikk ezen változatának fordításán alapul.  Az eredeti cikk szerkesztőit annak laptörténete sorolja fel. Ez a jelzés csupán a megfogalmazás eredetét és a szerzői jogokat jelzi, nem szolgál a cikkben szereplő információk forrásmegjelöléseként.